# HMS Svartlöga (M49)
HMS Svartlöga (M49) var en minsvepare i svenska flottan av typ fiskeminsvepare byggd i trä, avsedd att utbilda besättningar för mobilisering till tjänstgöring ombord på trålare modifierade för hjälpminsvepning. 
Från mitten av 1980-talet och framåt var HMS Svartlöga i tjänst som hydrofonbojgrupp, föregångarna till hydrofonbojfartyg typ Ejdern. Tjänstgjorde vanligtvis under hydrofonbojgruppstiden  i rote med HMS Rödlöga och spanade efter ubåtar i innerskärgården med hjälp av passiva hydrofonbojar. Fartyget lades i malpåse vid Västkustens Marinkommando i november 1991. Såldes 1999 på västkusten, har sedan byggts om till bostadspråm. 